# 純丘曜彰
純丘 曜彰（すみおか てるあき、Teruaki Georges Sumioka　1962年 - ）は、日本の哲学者、メディア文化論・映画学研究者。大阪芸術大学芸術学部教授。

## 来歴
1962年東京生まれ。版画家稲田年行の息子。1980年に成城学園高等学校を卒業したのち、ドイツハイデルベルク大学へ留学。
1987年に東京大学文学部を卒業、1990年 東京大学大学院人文科学研究科修士課程を修了。テレビ朝日報道局『朝まで生テレビ!』のブレーンを務める。
玉川大学非常勤講師、九州東海大学専任講師、東海大学准教授、大阪芸術大学客員教授、ヨハネス・グーテンベルク大学マインツ（マインツ大学）客員教授などを経て、大阪芸術大学芸術学部教授。2006年、東京芸術大学より博士（美術）の学位を授与された。

## コラムについて
京都アニメーション放火殺人事件に際して公開したコラムで、被害者側の京都アニメーションを「麻薬の売人以下」と表現したことで批判を受け、掲載社は「不適切な発言があった」「純丘へ危害が加えられることを懸念する」として当該コラムを非公開扱いにした。
この件の取材を受けた純丘は、「麻薬の売人以下」という部分は、京都アニメーションのことではなく、下請けとして劣悪な労働環境で制作している多数の中小アニメスタジオのことを想定して書いたと弁明し、「京アニはこうした流れに逆らってきた会社です」「間違っても京アニは『麻薬の売人以下』ではありません。京アニはそれと戦ってきた会社です」と述べた。同時に純丘は「文章が下手で申し訳なかったと思っています。改めて読むと書き方が悪いです。誤解される文章だと思う」「文章の構造が悪いというのはその通りです」と反省を口にしている。
当該コラムの後半は京都アニメーションについてではなくアニメ業界一般に蔓延する問題を指摘するつもりで書いたが、純丘自身が事件にショックを受けて動転していたことに加え、コラムが掲載社の事前チェックを経ずに公開されるシステムになっていたこともあり、誤解を招く表現のまま公開してしまったという。

## 作品

### 小説
- 『死体は血を流さない：聖堂騎士団 vs 救院騎士団 サンタクロースの錬金術とスペードの女王に関する科学研究費B海外学術調査報告書』（三交社, 2009, ISBN 9784879195968）

### 専門書・一般書
- 『きらめく映像ビジネス!』（集英社, 2004, ISBN 9784087202595）
- 『エンターテイメント映画の文法』（フィルムアート社, 2005, ISBN 9784845905744）
- 『人気テレビ番組の文法』（フィルムアート社, 2006, ISBN 9784845906970）
- 『ハイジに会いたい!』（三修社, 2006, ISBN 9784384040845）

### 純丘皦綺名義の著作
- 『口語訳論語 (別冊宝島96)』（宝島社, 1989, ISBN 9784796690966）
- 『エグゼクティブのための武蔵『五輪書』探究』（NTT出版, 1990, ISBN 9784871880978）

### 稻田靜樹名義の著作
- ウリクト『規範と行動の論理学』（東海大学出版会, 2000, ISBN 9784486015109）
- 『論理・行動・生活そして経営』（東海大学出版会, 2001, ISBN 9784486015390）

### 主要論文
- Movie Grammer & Image Technique (『九州東海大学応用情報学部紀要』 Vol.4, pp.1-14, 2004.)
- Isagogics for Cinema-Aesthetics (『九州東海大学応用情報学部紀要』 Vol.5, pp.1-8, 2005.)
- Critique of art Interpretation: The Possibility of Art-science (『東海大学総合経営学部紀要 』(2), pp.21-28, 2009.)
- The Invisible Beauty of Cinema (『大阪芸術大学紀要: 藝術34』, pp.27-36, 2011.)
- Bricolage: Coco Chanel vs. Lévi-Strauss (『大阪芸術大学紀要: 藝術35』, pp.79-91, 2012.)
- JAPANESE WESTERN MOVIES (The Manuscript for the invited lecture of GLOBAL WESTERN CONFERENCE in Germany, April 2013.)
- Isagogics of MOVIE STRIOTICS (『大阪芸術大学紀要: 藝術41』, pp.65-80, 2018.)

### 主要雑誌記事
- 「日本経済とヤクザ」(毎日新聞社「エコノミスト 92/03/10」3000号記念号)

## 受賞
- 1987年 産経新聞社第2回論文募集文部大臣賞[8]
- 2001年 松前重義生誕百年記念賞[9]